# Mercado de Breslavia

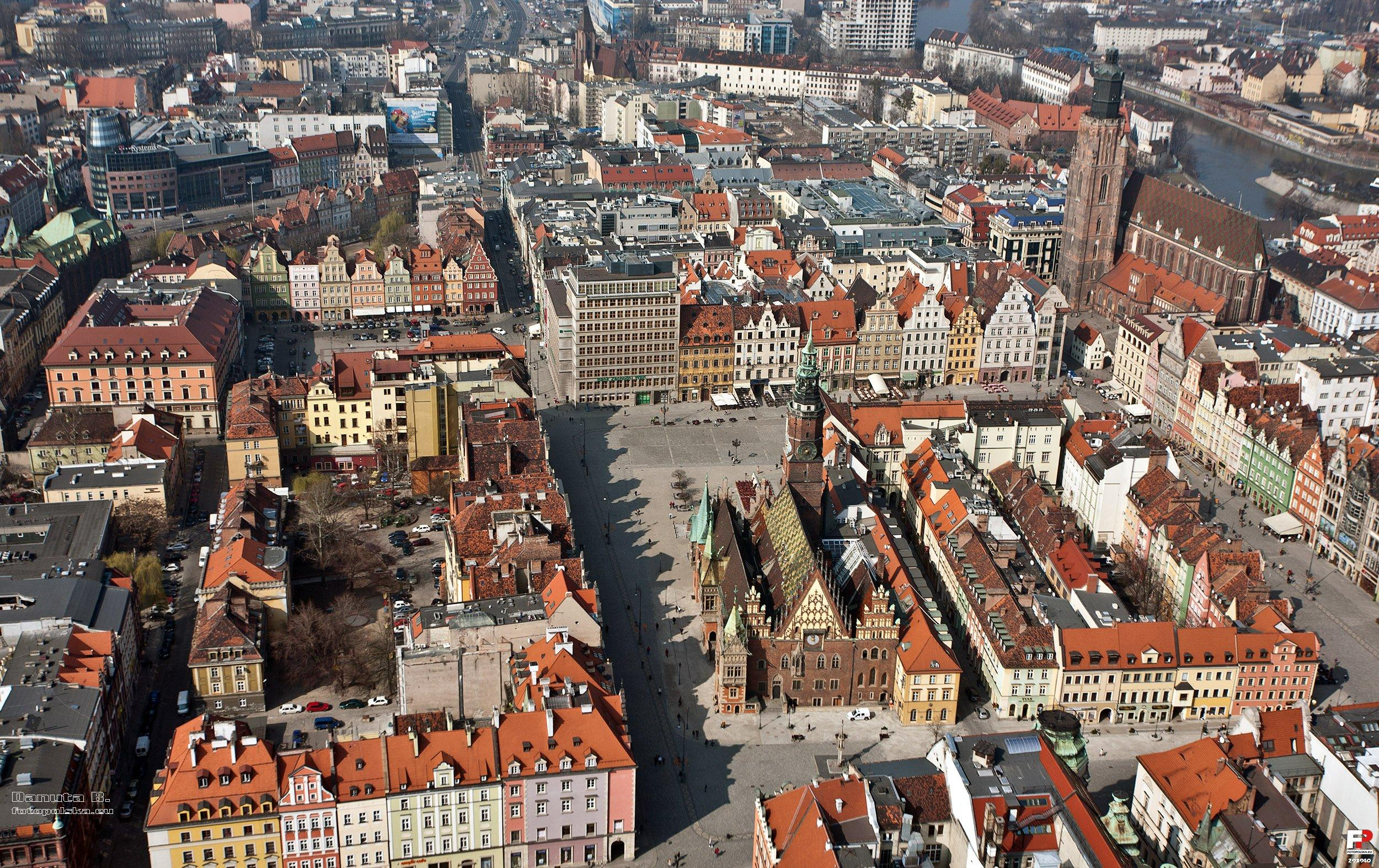
Vista del conjunto

El Mercado de Breslavia (en polaco: Rynek we Wrocławiu) es una plaza del mercado medieval en Breslavia (en polaco: Wrocław), ahora el corazón de una zona peatonal. La plaza es rectangular con dimensiones de 213 x 178 m. Es uno de los mercados más grandes de Europa, con los dos mayores ayuntamientos de Polonia. Los edificios que bordean la plaza se construyeron de acuerdo con diferentes estilos: la parte central del anillo está ocupado por un bloque de edificios que consisten en el Antiguo Ayuntamiento, el Nuevo Ayuntamiento, así como casas de numerosos ciudadanos. La plaza del mercado es un conjunto urbano con dos áreas contiguas en diagonal: el mercado de la sal y la plaza frente a la Iglesia de Santa Isabel. Once calles desembocan en la plaza del mercado: dos en cada esquina, dos calles estrechas y una plaza en el lado abierto hacia fuera, Kurzy Targ ("Mercado de pollo").